# Giannis Gouras

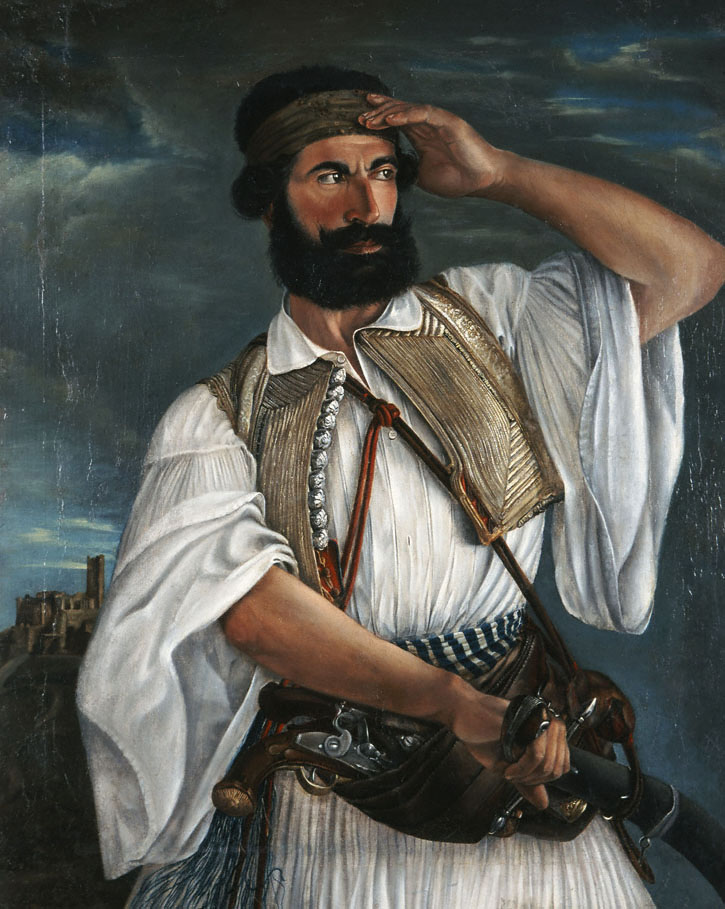
„Kapetan Gouras“, Werk des Künstlers Filippos Margaritis.

Giannis Gouras (griechisch Γιάννης Γκούρας; * 1791 in Gouritsa (heutiges Pyra), Phokis; † 30. September 1826 in Athen) war ein Klepht, Armatole und Freiheitskämpfer der Griechischen Revolution.
Er war eine zentrale, aber auch umstrittene Figur, insbesondere im Osten Zentralgriechenlands (Roumeli). Von 1822 bis 1825 war er zudem Festungskommandant der Athener Akropolis.
Als alternative Vornamen kommen auch Yannis, Jannis oder Ioannis in Frage.

## Frühes Leben

### Uneinigkeiten seiner Kindheit und Jugend
Die Details zu Giannis Gouras' Kindheit und Jugend sind weitgehend unbekannt und umstritten. Sein Geburtsjahr ist historisch nicht eindeutig belegt. Der Biograph Antonios Georgantas gibt an, Gouras sei „ungefähr 32 Jahre alt“ gewesen, als er starb, was das Geburtsjahr auf etwa 1796 datiert. Der Historiker Agapitos S. Agapitos bleibt vager und gibt lediglich an, er sei „gegen Ende des [18.] Jahrhunderts“ geboren. Dionysios Sourmelis hingegen schrieb, Gouras sei mit 35 Jahren gestorben, was ein Geburtsjahr von 1791 nahelegt. Aufgrund der persönlichen Beziehung von Sourmelis zu Gouras und der allgemeinen Zuverlässigkeit seiner Darstellung gilt 1791 als das plausibelste Geburtsjahr.
Auch sein Geburtsort ist umstritten. Am wahrscheinlichsten erscheint wieder die Angabe von Dionysios Sourmelis, der das Dorf Gouritsa in Phokis nennt, welches zwischen den Gebirgsmassiven Giona und Iti liegt.

### Herkunft und Einstieg bei den Klephten
Gouras führte sein frühes Leben grundsätzlich als einfacher Hirte im Dienste eines türkischen Aghas. Er spielte Hirtenflöte, die er stets bei sich trug. Neben ihrer Funktion zur Unterhaltung diente sie ihm später auch dazu, die Partisanen in den Revolutionslagern vor dem Sonnenaufgang zu wecken. Weiterhin übte er bereits von seiner Kindheit an mit Waffen.
Über Gouras' Familie sind nur wenige verlässliche Informationen überliefert. Es ist nicht bekannt, wer seine Eltern waren oder ob er Geschwister hatte. Erwähnt wird jedoch sein Cousin Giannis Mamouris, der gleichzeitig sein enger Vertrauter war. Gouras soll sich gewünscht haben, dass Mamouris künftig den Namen „Giannis Gouras“ trage, damit sein eigener Name nicht in Vergessenheit gerate. Auch betrachtete er ihn als seinen Nachfolger, da er selbst keine Kinder hatte.
Er hatte zudem verwandtschaftliche Beziehungen zu Dimitrios Panourgias, der entweder sein Onkel oder Cousin war. Er pflegte auch enge Kontakte zu Ioannis Roukis und Efstathios Katsikogiannis.
Gouras stammte aus bescheidenen sozioökonomischen Verhältnissen in der Region Roumeli (Zentralgriechenland), die zu dieser Zeit von gewaltsamen Raubzügen geprägt war. In einer Zeit, in der die sozialen und politischen Strukturen weitgehend zusammengebrochen waren, entwickelte sich der Charakter von Gouras in einer stark fragmentierten und wettbewerbsorientierten Gesellschaft. Viele Menschen aus dieser Gesellschaft griffen zur bewaffneten Gewalt, um ihre Lebensbedingungen zu sichern. Diese Entwicklung führte zur Entstehung von Klephten – bewaffneten Banden, die durch Raubzüge Ressourcen beschafften und gleichzeitig eine gewisse Machtposition in der Gesellschaft erlangten. Gouras schloss sich den Klephten an, insbesondere der Gruppe seiner Verwandten Dimitrios Panourgias und Ioannis Mamouris. Vor Ausbruch der Revolution verbrachte Gouras zehn Jahre bei den Klephten. Sie waren maßgeblich an der Bewaffnung und Unterstützung des Aufstands während der Griechischen Revolution beteiligt. Gouras spielte eine Schlüsselrolle bei der Integration dieser Kräfte in das neugegründete griechische Staatswesen.
Im Jahr 1818 traf er auf seinen späteren guten Kontakt Odysseas Androutsos (damals Häuptling aus Livadia) und trat seiner Bande bei. Zunächst durfte er seinen Hund Samson führen. Sein Vertrauen gewann er dann, nachdem er seine Feuertaufe dadurch überstand, dass „er auf Befehl von Androutsos einen Türken in Athen tötete“.
Seine militärischen Fähigkeiten und enge Kontakte zu prominenten Anführern wie Panourgias und Odysseas Androutsos trugen dazu bei, dass er einen hervorragenden Ruf erlangte. Besonders enge und vertrauensvolle Beziehungen hatte Gouras zu Androutsos, die später tragisch enden sollten, als Gouras Androutsos verriet.

## Beteiligung an der Griechischen Revolution

### Beitrag zum Ausbruch der Revolution (1821)
Ein bedeutendes Element in seinem Wirken ist seine mögliche Mitgliedschaft in der Filiki Eteria. Historiker wie Apostolos Vakalopoulos erwähnen ihn zwar in diesem Zusammenhang, doch die Mitgliedschaft kann nicht eindeutig durch die bekannten Mitgliederlisten der Gesellschaft belegt werden. Möglicherweise wurde er durch seinen Verwandten Dimitrios Panourgias in die Gesellschaft aufgenommen.

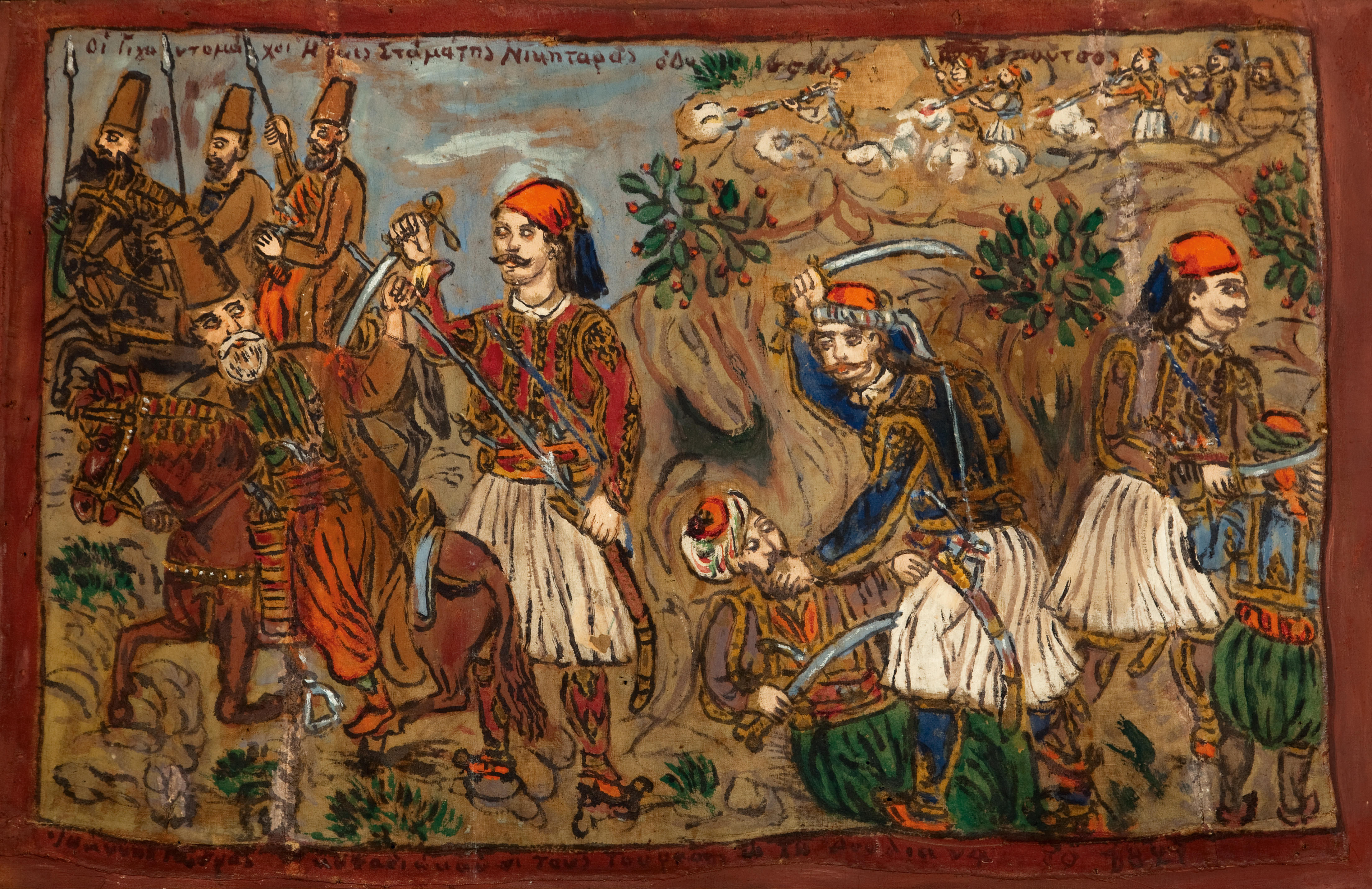
Gouras zusammen im Kampf mit Odysseas Androutsos und Nikitaras; Gemälde von Theofilos Chatzimichail.

Im März 1821, als die Revolution bereits in Gange war, forderte Odysseas Androutsos in einem Brief vom 22. März die Bewohner von Galaxidi auf, sich dem Aufstand anzuschließen. Dabei bezeichnete er Gouras als „mein eigenes Kind und ein guter Palikari“ – eine enge, vertrauensvolle Beziehung zwischen den beiden, die Gouras in der Folge auch als Vermittler zwischen Androutsos und den Bewohnern von Galaxidi in eine zentrale Rolle brachte. Panourgias wählte ihn zudem als vertrauenswürdigen Kommandanten aus, um Männer zu rekrutieren und die Region zur Rebellion zu führen.
Gouras war einer der aktivsten Organisatoren der Griechischen Revolution im Osten Zentralgriechenlands, vor allem in Phokis, wo er 700 Partisanen rekrutierte.
Nach der Belagerung von Livadia durch Ali Pascha floh er zu seinem Cousin Panourgias, dem die Türken die Armatoliki der Provinz Amfissa zugesprochen hatten. Mit etwa vierhundert Mann, die er am Stadtrand von Amfissa versammelt hatte, stürmte er am Morgen des 27. März 1821 auf die Stadt. Auch Panourgias sowie Papandrias und Manikas zogen mit ihm. Den Griechen gelang es, die Kontrolle über die Stadt zu übernehmen und die Türken in der Festung einzusperren. Nach einer zehntägigen Belagerung kapitulierten sie.
Am 27. März 1821 eroberte Gouras weiterhin gemeinsam mit Panourgias und den Einwohnern von Galaxidi die Festung der Stadt und trug damit zur frühen Etablierung des Widerstands bei. Anschließend zog er in die Karawanserei von Gravia, wo er unter Odysseas Androutsos am 8. Mai 1821 in der bekannten und wegweisenden Schlacht von Gravia kämpfte.
Nach zwei gescheiterten Versuchen, Patratziki (das heutige Ypati) und Livadia einzunehmen, nahm er an der siegreichen Schlacht von Vasilika (26. August 1821) teil, wo er sich durch seine strategischen Fähigkeiten auszeichnete und die „Bewunderung seiner Kameraden erlangte“. In dieser Schlacht soll er auch eigenhändig einen Pascha getötet haben. Von da an wurde er unter den rebellischen Griechen bekannt und begann langsam, persönliche Ambitionen zu manifestieren.

### Zeit als Festungskommandant der Akropolis & Oberbefehlshaber des Ostens Griechenlands (1822–1826)

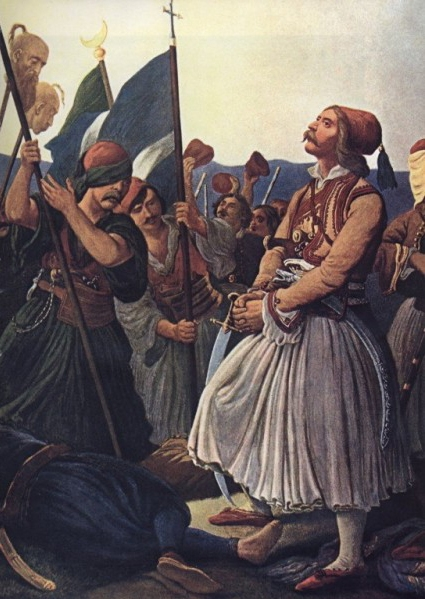
Giannis Gouras kurz nach der Schlacht von Marathon (1824); Gemälde von Peter von Hess (1852).

Der Historiker Dionysios A. Kokkinos beschreibt Gouras als: „seinen Vorgesetzten gegenüber disziplinarisch, seinen Untergebenen gegenüber umgänglich, trotz seiner ländlichen Erziehung angenehm in der Gesellschaft, lakonisch in seiner Rede [...]“.
Giannis Gouras war einer derjenigen, die insbesondere von der parteipolitisch motivierten Verteilung des Londoner Kredits profitierten, der hauptsächlich von Ioannis Orlandos ausgehandelt worden war. Für sein 3.000 Mann starkes Korps erhielt er nämlich „Gehälter und Verpflegung für 12.000 Mann“. Mit diesem Geld konnte er auch mehrere Partisanenführer der Revolution davon überzeugen, sich auf die Seite der Regierung von Koundouriotis zu schlagen.
In der zweiten Phase der griechischen Bürgerkriege (1824 bis 1825) fiel Gouras unter dem Befehl von Ioannis Kolettis mit Truppen aus Mittelgriechenland und Soulioten auf den Peloponnes ein. Er besetzte am 24. November 1824 Korinth und plünderte die umliegende Provinz. Er verfolgte weiterhin prominente Regierungsgegner in Achaia, Arkadien und Elis. Später besiegte er die Fraktion um Theodoros Kolokotronis.

Im zweiten griechischen Bürgerkrieg, der 1824 begann, distanzierte sich Gouras von Androutsos und versuchte, eine eigene Machtbasis aufzubauen. Er unterstützte die Regierungstruppen, was zu Plünderungen und Verfolgungen auf der Peloponnes führte. 1825 wurde Gouras zum Befehlshaber der Truppen in Ostgriechenland ernannt und nahm die Verfolgung seines ehemaligen Mentors Androutsos auf, dem Kollaboration mit den Osmanen vorgeworfen wurde. Androutsos wurde verhaftet und auf der Akropolis unter Gouras´ Befehl gefoltert und getötet, wobei ein Fluchtversuch als Todesursache fingiert wurde. „Zeugenaussagen zufolge hatte Ioannis Kolettis Giannis Gouras mit Gold bezahlt, um den Mord zu begehen und Gouras wurde nie verurteilt.“

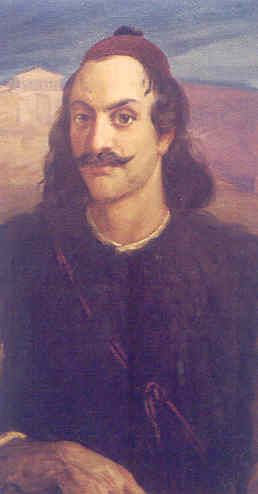
Giannis Gouras; Gemälde von Georgios Roilos

Im Verlauf der Revolution nahm Gouras eine immer bedeutendere militärische Rolle ein. Am 20. Februar 1825 wurde er zum Oberbefehlshaber der Truppen in der östlichen Region Griechenlands ernannt. In den ersten Phasen des Jahres 1825 konnte er einige Erfolge gegen die Osmanen erzielen. Doch seine militärischen Bemühungen waren auch von schweren Niederlagen geprägt. Besonders die Niederlage am 4. Mai 1825, bei der die Osmanen die Stadt Salona (heutiges Amphissa) einnahmen, stellte einen Rückschlag dar.
Wie viele andere Führer der Zeit zeigte Giannis Gouras eine widersprüchliche Natur. Zusammen mit Persönlichkeiten wie Theodoros Kolokotronis, Andreas Londos, Andreas Zaimis und Dimitris Plapoutas wurde ihm vorgeworfen, für die Bürgerkriege verantwortlich zu sein, da diese Fraktion „das Heimatland durch tägliche Bürgerkriege erwürgen“ würde.
Gouras spielte tatsächlich eine zwiespältige Rolle im griechischen Unabhängigkeitskrieg. Zunächst unterstützte er 1821 Odysseas Androutsos gegen den Areopag des östlichen Zentralgriechenlands. Als Kommandant der Akropolis von Athen (ab 1822), einen Posten, den Androutsos ihm nach einer Amnestie verschaffte, heiratete Gouras 1823 Asimo Lidoriki, die Tochter des Kotzabasiden Anastasi Lidoriki aus Phokis (Lidoriki), was seinen sozialen Status erheblich erhöhte. Doch während seiner Amtszeit entwickelte sich Gouras zunehmend zu einem autoritären Führer. Seine angeheirateten Verwandten boten ihm Unterstützung, als sie sich dem Lager der Regierung von Koundouriotis anschlossen. Politische Gegner wurden willkürlich inhaftiert, und abweichende Meinungen wurden unterdrückt. In diese Zeit fällt auch der Mord an Nikolaos Sarris 1823, der sich öffentlich gegen Gouras stellte.
Gouras’ Männer griffen außerdem das Dorf Chassia an und vergewaltigten die dortigen Frauen – als Vergeltung für den Protest der Bauern gegen Gouras.
Während dieser Zeit lernten sich Dionysios Sourmelis und Giannis Gouras in der Garnison auf der Akropolis in Athen gut kennen, als Gouras deren Kommandant war. Zudem war er 1825 Trauzeuge von Ioannis Makrygiannis, dessen „Patron“ er war. Ioannis Kolettis brachte Gouras gegenüber Misstrauen zum Ausdruck.
In der Endphase der zweiten Belagerung von Messolonghi im Jahr 1826 gelang es Gouras, den türkischen Vormarsch aus dem östlichen Mittelgriechenland auf die Peloponnes vorübergehend zu stoppen. Anschließend zog er endgültig nach Athen, wo er für die Verteidigung und den Schutz ganz Attikas verantwortlich war. Doch er entschied sich, seinen Fokus auf die Akropolis zu legen, da er die entscheidende Bedeutung dieser Stellung erkannte.
Im Jahr 1826 ließ Giannis Gouras Athen kartographieren.

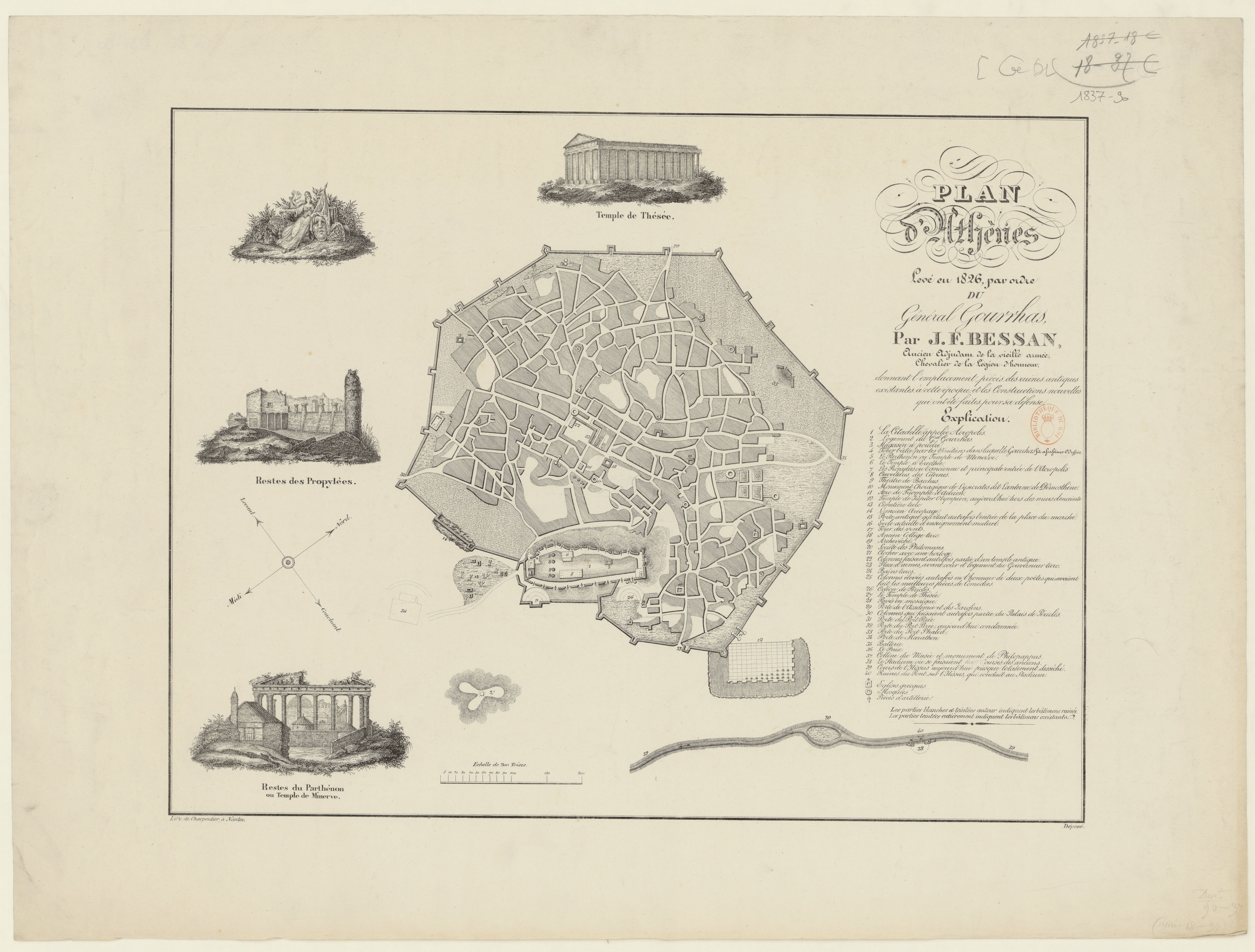
Karte von Athen (1826), erstellt von J. F. Bessan im Auftrag von Giannis Gouras. Es zeigt die antiken Ruinen und die Neubauten der damaligen Zeit.

Zwei Monate nachdem Gouras in der Akropolis im Zuge der Zweiten Belagerung der Akropolis eingeschlossen worden war, gelang es ihm, einen Weg zur Kommunikation mit Karaiskakis zu finden, dem Kommandeur der griechischen Streitkräfte in Eleusis, die versuchten, die türkische Belagerung zu durchbrechen. Ein Soldat der Garnison kletterte nachts die Mauer der Akropolis hinab und erreichte das griechische Lager mit Nachrichten von Gouras an Karaiskakis. Diese Briefe waren verschlüsselt, um im Falle eines Abfangens durch die Türken unlesbar zu bleiben, trugen jedoch stets seine Unterschrift. Der Bote führte eine der Tauben mit sich, die die Belagerten auf der Akropolis hielten. Karaiskakis band seine Antwort an deren Bein, da der Bote nicht zur Akropolis zurückkehren konnte und bei den Truppen Karaiskakis’ verblieb.
Wenige Tage vor seinem Tod hatte er sich mit Makrygiannis, mit dem er zuvor im Streit war, versöhnt. Laut Makrygiannis' eigener Aussage besuchte dieser Gouras und erklärte ihm, dass verschiedene unehrenhafte Personen zwischen ihnen gestanden hätten. Gleichzeitig kritisierte er Gouras für seine übermäßige Geld- und Habgier, und ihm wurde der Mord an Odysseas Androutsos vorgeworfen. Makrygiannis vermerkte zum Gespräch mit Gouras: "Der arme Mann hatte Tränen in den Augen, sein Gewissen sagte es ihm ... Er sagte zu mir: ‚Wenn ich lebe und hinausgehe, will ich nicht von diesen Berserkern geholt werden‘, und das Geld, sagte er zu mir, 'werde ich in meinem Testament festhalten und Arbeit und andere gute Dinge für mein Land tun. Und ich hinterlasse dir deinen Anteil."

## Tod und Folgen
Giannis Gouras starb in der Nacht vom 30. September auf den 1. Oktober 1826 während der Zweiten Belagerung der Akropolis durch die Osmanen.
Am Tag seines Todes hatte Gouras die Osmanen von seiner Position aus beschossen, woraufhin die Türken das Feuer eröffneten und die Reflexion seines Gewehrs ins Visier nahmen. Ein Schuss traf ihn am Schläfenbereich, und "er fiel an der gleichen Stelle, an der zuvor der Leichnam von Androutsos gefunden worden war."
Nach Angaben von Hermann von Pückler-Muskau wurde er „außerhalb der Akropolis, im Bereich des heutigen Herodes-Attikus-Theaters, durch Schüsse tödlich verletzt. Die in der Akropolis verschanzten Griechen bargen ihn eilig und bestatteten ihn vor dem Parthenon.“

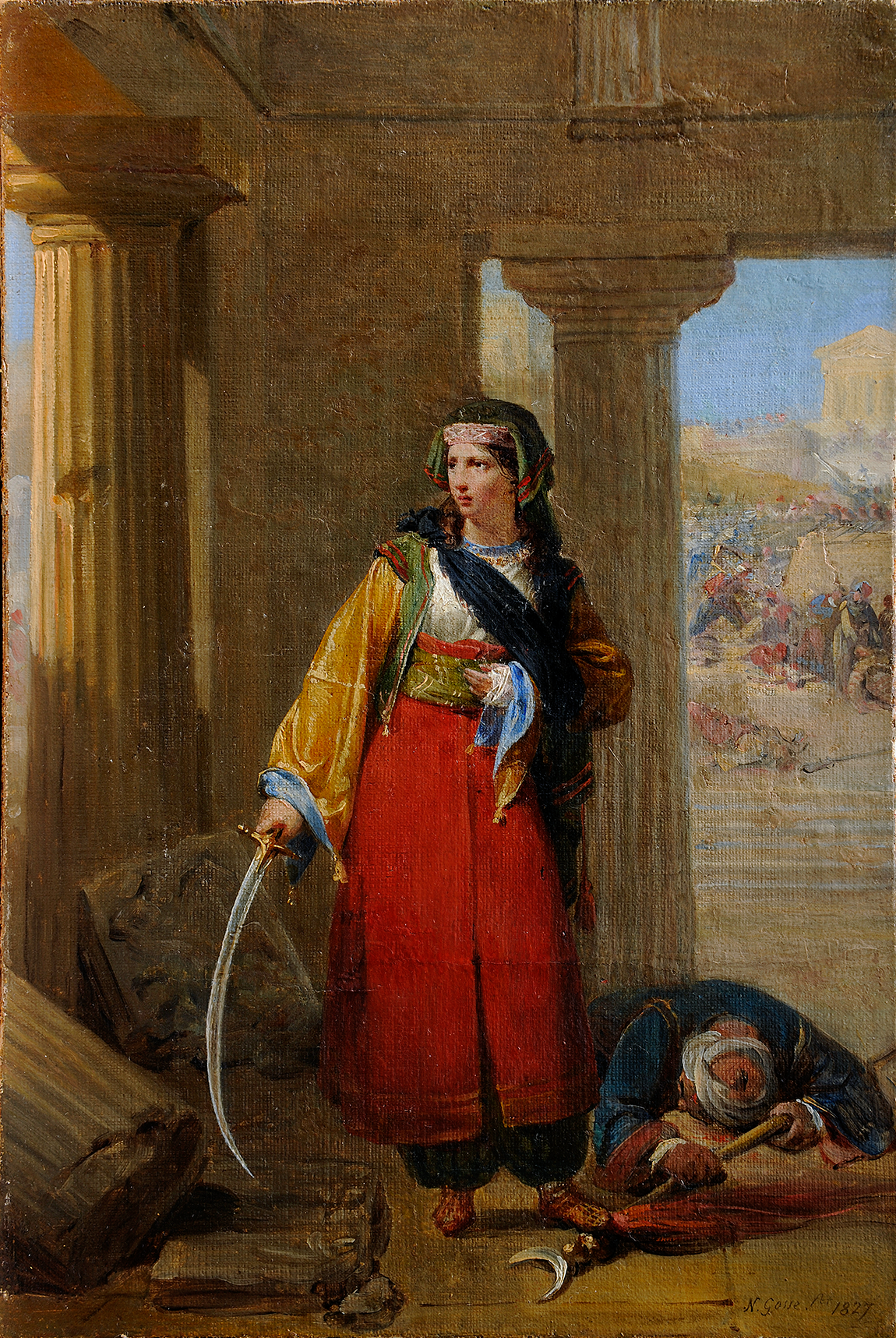
Nach dem Tod ihres Mannes, Giannis Gouras, übernahm Asimo Lidoriki die Führung. Gemälde von Nicolas Gosse (1827).

Nach seinem Tod übernahm seine Frau Asimo Lidoriki die Führung der belagerten Garnison. Am 12. Januar 1827 kam die komplette Familie Gouras ums Leben, als das durch Kanonenkugeln beschädigte Dach der Nordveranda des Erechtheion einstürzte.
Einer abweichenden Überlieferung zufolge starb Giannis Gouras gemeinsam mit seiner Familie bei diesem Vorfall, nachdem er sie zuvor dorthin in Sicherheit bringen wollte. In dieser Version wird sein Todesjahr mit 1827 angegeben.

Als die griechische Regierung vom Tod Gouras erfuhr, befürchtete man, dass die Garnison der Akropolis kapitulieren könnte. Daher bat man Charles Nicolas Fabvier, mit den irregulären Truppen zusammenzuarbeiten, um die türkische Nachschublinie in Böotien zu unterbrechen. Der Offizier Fabvier konnte dieser Bitte nicht widerstehen.

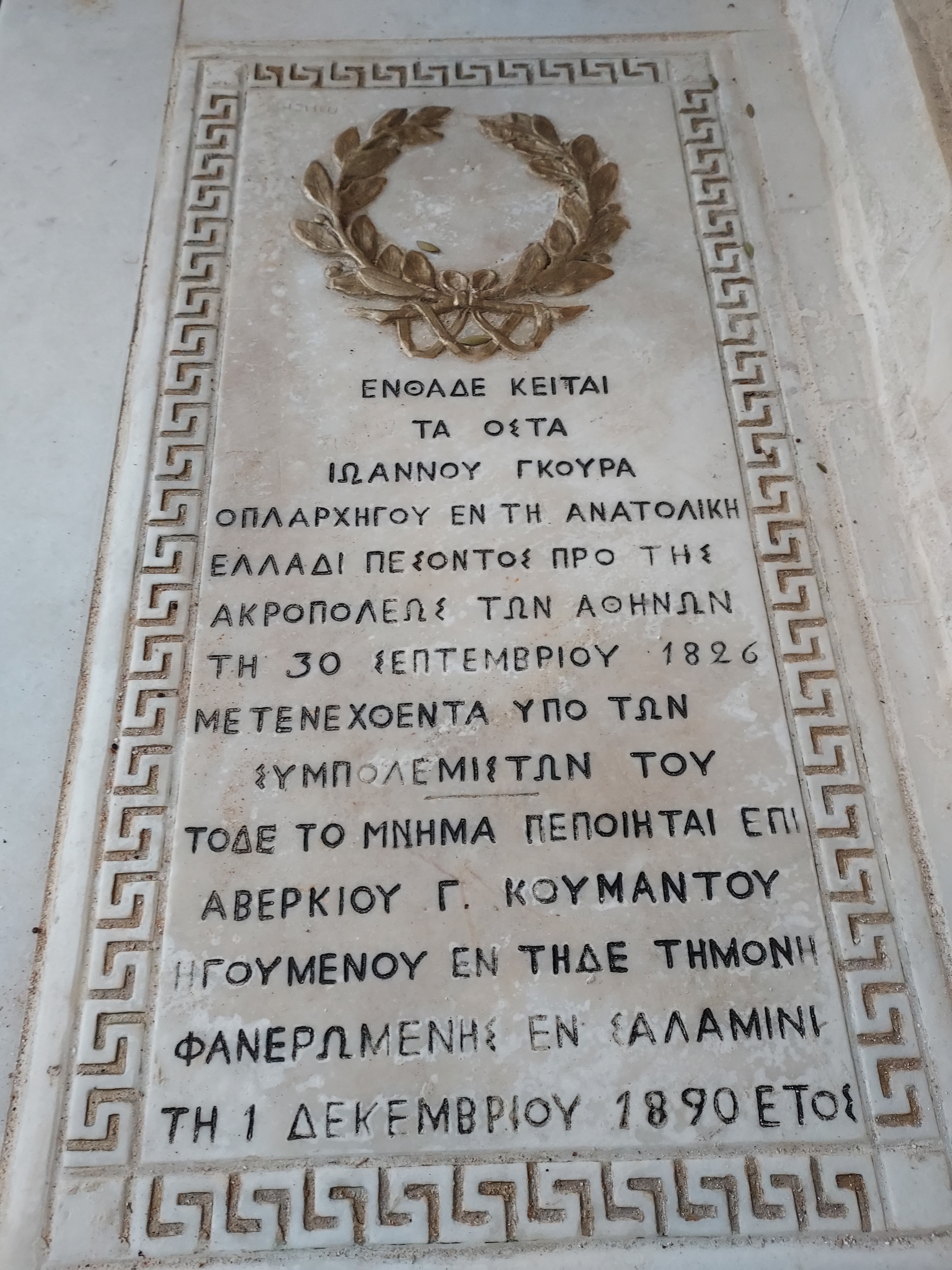
Die Grabplatte von Giannis Gouras, 1890 installiert.

Giannis Gouras wurde im Hof des Klosters Fanaromeni auf Salamis bestattet. Die Inschrift seiner Grabplatte lautet:
„Hier liegt das Gebein von Ioannis Gouras,
Führer der Streitkräfte in Ostgriechenland,
gefallen vor der Akropolis von Athen
am 30. September 1826,
überführt von seinen Mitkämpfern.“

## Rezeption
In philhellenischen Kreisen Europas wurde das Wirken von Giannis Gouras vor allem in den ersten beiden Jahren der Revolution durch ausländische Zeitungen bekannt, was auch seinen Ruf unter anderen Partisanenführern stärkte.
Obwohl Gouras eine zentrale Figur im Unabhängigkeitskampf war, gibt es bisher keine seriöse historische Biografie, die seine Rolle umfassend und systematisch untersucht. Frühere Darstellungen seiner Person sind häufig fragmentarisch und ideologisch gefärbt, was zu einer einseitigen Sichtweise führte. So ist zum Beispiel die kurze Biografie, die Dionysios Sourmelis in seiner „Geschichte Athens“ anführt, von einer starken subjektiven Färbung geprägt. Eine weitere Biografie von Agapitos S. Agapitos aus dem Jahr 1877 ist ebenfalls fragmentarisch und weist einen moralistischen Ton auf, der häufig eine Tendenz zur Heroisierung oder Dämonisierung von Gouras zeigt. Diese frühen Arbeiten sind daher nicht unbedingt in der Lage, eine objektive und detaillierte Analyse von Gouras’ Leben und seiner Bedeutung für den Unabhängigkeitskampf zu liefern.
Viele Briefe von Gouras, vor allem an Ioannis Kolettis und verschiedene Institutionen, sind in der Akademie von Athen erhalten.